# 白薩西里
白薩西里（？－1059年，Arslan al-Muzaffar al-Basasiri），十一世紀中葉的阿拉伯地區軍事領導者。出身為中亞地區突厥族奴隸的他，於1058年發起反抗當時統治伊拉克、伊朗一帶的阿拔斯王朝的軍事活動。此行動獲得美索不達米亞平原許多部落的支持，之後並攻下巴格達。1059年，事敗被殺。